# 安德鲁·杰曼特
安德鲁·杰曼特（1895年7月21日—1983年2月1日）是一位美国物理学家，关注黏弹性问题，美国物理联合会颁发的安德鲁·杰曼特奖以其名字命名
。